# Флаг Янгельского сельского поселения
Флаг муниципального образования Янгельское сельское поселение Агаповского муниципального района Челябинской области Российской Федерации — опознавательно-правовой знак, служащий официальным символом муниципального образования.
Флаг утверждён 19 июля 2007 года и подлежит внесению в Государственный геральдический регистр Российской Федерации.

## Описание
«Прямоугольное двухстороннее полотнище с отношением ширины к длине 2:3, разделённое волнообразно на две неравные полосы: верхнюю пурпурную в 2/3 ширины полотнища и белую, несущее в центре пурпурной части фигуру жёлтого летящего орла с белой головой и распростёртыми крыльями; поверх линии пересечения две белые шашки накрест».

## Обоснование символики
Флаг составлен на основе герба Янгельского сельского поселения, по правилам и соответствующим традициям вексиллологии, и отражает исторические, культурные, социально-экономические, национальные и иные традиции.
История заселения посёлка Янгельский, который считается самым старым из населённых пунктов Агаповского района, берёт начало в 1743 году. Посёлок основан как военный пост-редут в 1740—1743 годах на Оренбургской пограничной линии. В «Списке населённых мест Оренбургской губернии», изданном в 1871 году, Янгельский редут упомянут как «Янгельская станица казацья Оренбургского ведомства при р. Урая и рч. Янгелка». Именно эта историческая особенность — первый Янгельский редут — отражена в композиции флага жёлтым редутом.
Редут — полевое фортификационное сооружение в виде квадрата, прямоугольника, или многоугольника, имеющее выступающие углы и подготовленное к самостоятельной обороне.
Знаменитые Пещёрские пещеры также аллегорически показаны редутом.
Населённые пункты, входящие в состав Янгельского сельского поселения — посёлок Янгельский, посёлок Новоянгелька, станция Пещерная, показаны тройной линией в верхней части редута.
Экономический характер Янгельского сельского поселения сельскохозяйственный, что также отражено на флаге жёлтым цветом.
Жёлтый цвет (золото) символизирует справедливость, милосердие и смирение, а также богатство, знатность, самостоятельность.
Посёлок расположен на берегу реки Янгельки, правого притока Урала, что отражено белой волнообразной полосой.
Коренные жители Оренбургского казачьего войска — эта особенность показана на флаге двумя белыми скрещёнными шашками, состояли из людей разных национальностей, но это были казаки — люди честные, смелые, гордые, что отражено пурпурным полем.
Белый цвет (серебро) — символ чистоты, мудрости, благородства, мира, взаимосотрудничества.
Малиновый цвет — символ достоинства, благочестия, умеренности, щедрости.
Гидроним слова «янгелька» по одной из версий вполне может происходить от личных имен означает «я, моя душа». На Руси издревле существует обычай — в день Благовещения отпускать на волю птиц из клеток. Этот простой земной символ обозначает глубинный смысл праздника — возвещение свободы всему миру, а также — открывающиеся для человеческой души небеса. Эта особенность показана на флаге орлом в распростёртыми крыльями.